# Aroni
Aroni es un orisha menor del panteón yoruba, conocido como espíritu de la naturaleza, no es considerado ángel de la guarda y por tanto no puede coronarse en la ceremonia de Kari Osha, de la Religiòn Yoruba.

## Orisha
Está relacionado con los secretos de las plantas y cuyo culto se ha ido perdiendo. Es representado con cabeza y cola de perro y con una sola pierna. Orisha del culto Arará, forma el grupo de los tres animales místicos de la Religiòn yoruba junto con Kiama y Kolofo. 
Aroni es el guardiero de los secretos de Ossain y tuvo un pugna con Ogbe Tumako y de dicho enfrentamiento pactó con este, así Aroni tiene que dar las hierbas que nunca pueden faltarle a Osain, que estas son: peregún, prodigiosa, bleo blanco y atiponlá. Ogbe Tumako como agradecimiento decidió que todos los omieros de los babalawo deben cerrarse con una brasa encendida.
Aroni aunque es de importancia en la botánica, su culto ha perdido popularidad en Cuba, pues de sus secretos y misterios en la actualidad poco se conoce.
Aroni no tiene ni saludo, símbolo, número, color y padre.

## La Corte de los Seis Orishas
La Corte de los Seis Orishas está conformada por los Orishas menores: Oko, Iroco, Oyaó, Ochumare, Oyá y Aroni, son los espíritus de la naturaleza que ayudan a Ossain a cumplir con su misión.